# Guy de Chauliac
Guy de Chauliac também chamado Guido ou Guigo de Cauliaco (c. 1300 – 25 de Julho de 1368), foi um médico e cirurgião Francês que escreveu um tratado complexo e influente sobre a cirurgia em latim, intitulado Chirurgia Magna. Foi traduzido em muitas outras línguas, e utilizado como obra de referência sobre cirurgia para médicos até ao século XVII.

## Vida

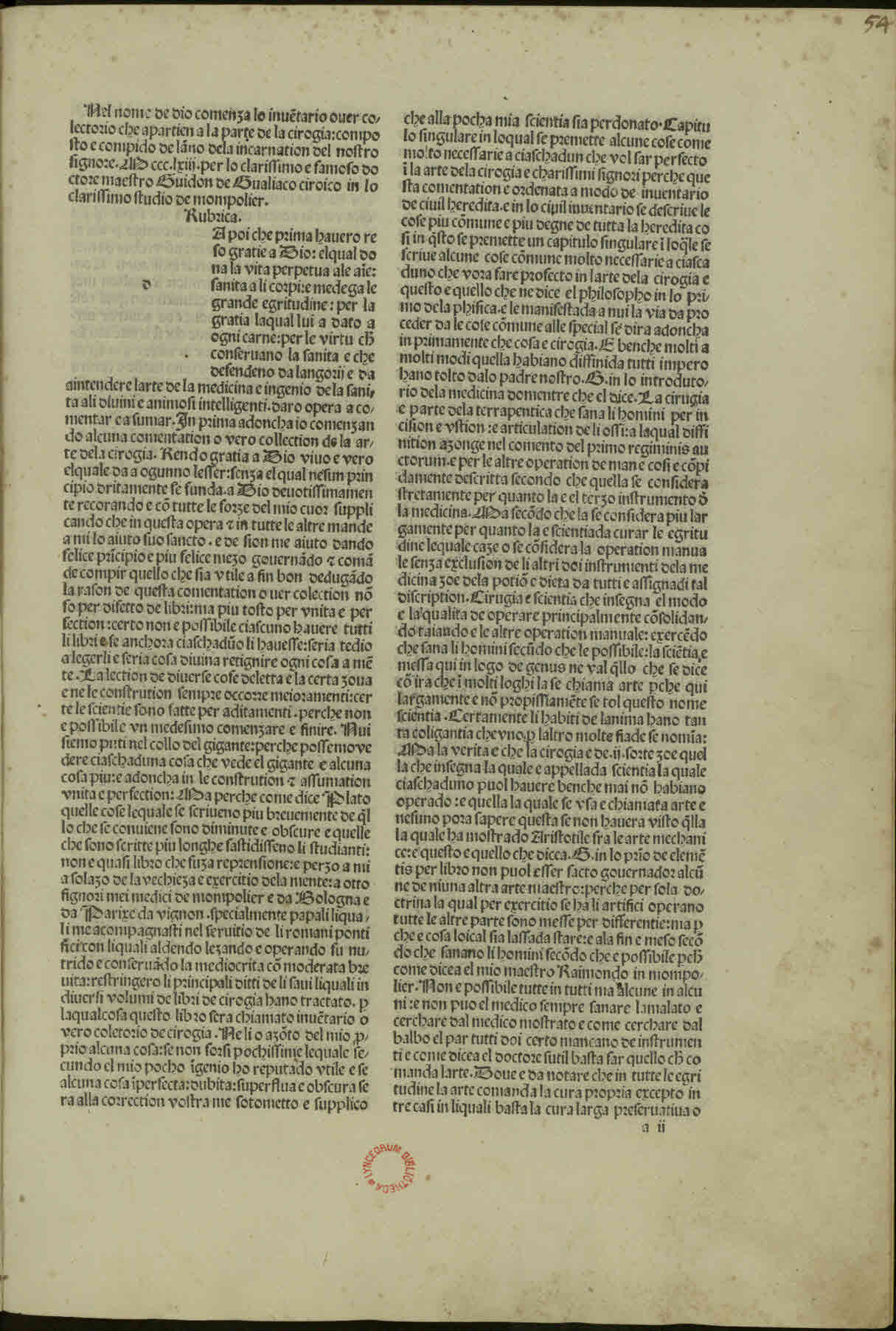
Chirurgia, 1493

Guy de Chauliac nasceu em Chaulhac, Lozère, em França, no seio de uma família com meios modestos. Ele começou os seus estudos de medicina em Toulouse antes de ir estudar para Montpellier, o centro de conhecimento médico da Europa no século XIV. Ele viveu em Paris, entre 1315 e 1320, e em torno de 1325, tornou-se num mestre de Medicina e Cirurgia. Após receber o seu diploma, ele foi para Bolonha para estudar a anatomia, sob tutor de Nicola Bertuccio, de quem ele pode ter aprendido técnicas cirúrgicas. Desconhece-se se de Chauliac aplicou o seus conhecimentos e estudos cirúrgicos. Charles H. Talbot escreve: "Foi aparentemente a partir de livros que [ Chauliac ] aprendeu a sua cirurgia .... Ele pode ter usado a faca para embalsamar corpos de papas mortos, mas ele sempre evitou usá-la em pacientes vivos". Outros, incluindo Thevenet, afirmam que Chauliac mudou-se para Mende, e em seguida, Lyon para praticar a medicina depois de aprender a arte da cirurgia com Bertuccio.
A reputação de Chauliac como médico cresceu rapidamente. Ele foi convidado para a corte papal em Avinhão, França, para servir como médico pessoal do Papa Clemente VI ( 1342-1352 ). E em seguida tornou-se médico pessoal do Papa Inocêncio VI (1352-1362), e por fim do Papa Urbano V ( 1362-1370 ). Ele morreu em Avinhão em 1368, tendo completado o seu majestoso tratado em 1363.

### Peste Negra
Quando a Peste Negra chegou a Avinhão em 1348, os médicos fugiram da cidade, no entanto, Chauliac permaneceu, tratando de doentes de peste e documentando os sintomas meticulosamente. Ele alegou ter sido ele próprio infectado e ter sobrevivido à doença usando as suas medicinas. Através das suas observações, Chauliac fez distinção entre as duas formas da doença, a peste bubônica e a peste pneumónica. Como medida de precaução, ele aconselhou o Papa Clemente a manter um fogo ardendo constantemente na sua câmara para afastar os maus cheiros.
Ele deu a seguinte prescrição a corte papal:
A peste foi reconhecida como sendo altamente contagiosa, embora o agente de contágio fosse desconhecido; como tratamento Chauliac recomendou que o ar fosse purificado, sangria, e dieta saudável. O surto de peste e a morte generalizada foi atribuído aos judeus, que eram hereges, e em alguns locais acreditava-se que eles tinham envenenado os poços; Chauliac lutou contra essa ideia, usando a ciência para declarar a teoria como falsa.

## Obras

### Chirurgia magna
A Obra seminal de Chauliac em cirurgia, Chirurgia magna, foi terminada em 1363 em  Avinhão. Em sete volumes, o tratado abrange Anatomia, Sangria, Cauterização, Medicamentos, Anestésicos, Feridas, Fraturas, Úlceras, Doenças especiais, e Antídotos. Entre os tratamentos de Chauliac ele descreveu o uso de bandagens e ele também acreditava que o pus de uma infecção era benéfico para o processo curativo. Ele descreve técnicas cirúrgicas, tais como intubação, traqueostomia, e sutura.
Chauliac citou com frequência outros trabalhos médicos, escritos por contemporâneos ou escritos por médicos e anatomistas anteriores, para descrever a história da medicina da maneira que ele acreditava. Ele alegou que a cirurgia começou com Hipócrates e Galeno, e foi desenvolvida no mundo árabe por Haly Abbas, Albucasis, e Rasis. Através da sua posição como médico papal, Chauliac teve acesso a textos de Galeno, traduzidos recentemente na época por Niccolò da Reggio das versões originais gregas, que eram mais precisas do que as traduções latinas.
Tal como devendo a Galeno, Chirurgia magna foi grandemente influenciada pelos cientistas islâmicos, e Chauliac menciona Avicena muitas vezes no seu trabalho. O trabalho tornou-se popular e foi traduzido para Inglês, Francês, Holandês, Italiano, e Provençal. Foi reformulado várias vezes, inclusive para remover referências a cientistas islâmicos, a tal ponto que o trabalho não era mais reconhecível como de Chauliac.
Chauliac reconheceu a importância de Montpellier em relação ao estudo cirúrgico.

### Ênfase na anatomia
A influência de Galeno em Chauliac pode ser vista claramente na crença deste último de que os cirurgiões devem ter um conhecimento profundo de anatomia. Ele escreveu: "Um cirurgião que não sabe a sua anatomia é como um cego a esculpir um tronco". Ele também descreve a dissecação de um cadáver, de acordo com as crenças de Galeno sobre o corpo humano. Chauliac (e os seus contemporâneos ) mostraram relutância em olhar para fora dos conhecimentos dos livros, e isso foi uma das razões que levaram a que as descrições anatómicas da Chauliac nem sempre fossem corretas.

### Outras obras
Três outros trabalhos foram escritos por Chauliac: Practica astrolabii (De astronomia) , um ensaio sobre astrologia; De ruptura, que descreve os diferentes tipos de hérnias; e De subtilianti diaeta, descrevendo tratamentos para cataratas.